# جورجو آگامبن
جورجو آگامبن (ایتالیایی: Giorgio Agamben; تلفظ ایتالیایی: [aˈɡambɛn]، زاده ۱۹۴۲ در رم)؛ فیلسوف و نویسنده معاصر ارمنی‌تبار ایتالیایی است.

## آثار
مهم‌ترین آثار جورجو آگامبن اجتماع آینده، هومو ساکر، کودکی و تاریخ، زبان و مرگ، وسایل بی‌هدف، پایان شعر، امر گشوده: انسان و حیوان و وضعیت استثنایی آتش و قصه است.

### اجتماع آینده
کتاب اجتماع آینده (به ایتالیایی: La comunità che viene) اثر جورجو آگامبن در سال ۱۹۹۰ نوشته شد، و در سال ۱۹۹۳ توسط مایکل هارت (به انگلیسی: The Coming Community) به انگلیسی برگردانده شد.
اجتماع آینده کتابی است دربارهٔ اجتماعی از موجوداتی که فارغ از هرگونه هویتی تنها توسط تجربه زبان در آن سهیم هستند. افراد این اجتماع را موجوداتی تشکیل می‌دهد که آگامبن به آن‌ها هرچه (به انگلیسی: whatever) (به لاتین: quoldlibet)می‌گوید. از نظر آگامبن، موجود هرچه، موجودی است که همیشه همان‌طور است که هست، و از این نظر، با مفهوم تکینگی(به انگلیسی: singularity) ارتباط تنگاتنگی دارد. آگامبن اصطلاح تکینگی را بر اساس تفسیر هستی‌شناختی آلن بدیو به کار می‌برد که عبارت است از «عناصری که در مجموعه‌ای یک شمرده می‌شوند، اما نمی‌توانند در مجموعه‌ای جدید بازشماری شوند.» «اجتماع تکینگی‌ها بدون هویت و این‌همانی در مکان خالی و نمونه، آشکارگی یک زندگانی زبانی است که از سویی، تعریف‌ناپذیر و از سوی دیگر، فارغ از هرگونه تعلق به طبقه‌ای خاص است.» آگامبن، بر اساس نظریه مجموعه‌ها «نمونه» را ادغام حذفی تعریف می‌کند، یعنی موردی که به جهت تعلق کامل خود به یک مجموعه از آن مجموعه حذف می‌شود. «از نظر توپولوژیکی، تکینگی، در حالی که نه درون و نه خارج از یک مقوله است، «مکان خالی» را نمونه‌وار می‌سازد که بیان‌گر گونهٔ «هستی ناب زبانی» است. آگامبن با توجه به پارادوکس راسل، هستی زبانی موجودات تکین را مجموعه‌ای پارادوکسیکال معرفی می‌کند که هم عضو خود است و هم عضو خود نیست.
این کتاب شامل ۱۹ بخش است:هرچه، از لیمبو، نمونه‌ها، جای‌گرفتن، اصل تفرد، آسایش، حالت، اهریمنی، بارتلبی، جبران‌ناپذیر، اخلاق، محصولات دیم، هاله، نام مستعار، طبقات، بیرون، هم‌نام، شخیناو تیانانمن است
از این کتاب دو برگردان فارسی تحت عناوین «اجتماع آینده» ترجمه محمدرضا قربانی، انتشارات رخداد نو، و «همبودگی آینده» ترجمه فؤاد جراح‌باشی، نشر ققنوس منتشر شده است.

### وسایل بی‌هدف
کتاب وسایل بی‌هدف (انگلیسی: Μeans without End) مجموعه مقالاتی است که جورجو آگامبن، در پنج سال اول دههٔ ۱۹۹۰ نوشته است. ترجمه انگلیسی این اثر توسط وینچستو بنیتی و چزاره کازارینو صورت گرفته است. ترجمه فارسی این اثر توسط امید مهرگان و صالح نجفی در سال ۱۳۸۶ انجام گرفته و توسط نشر چشمه منتشر شده است.
موضوع اصلی این کتاب «سیاست» است که آگامبن حول محور آن به طرح موضوعاتی مانند قدرت، دولت، حاکمیت، الاهیات و ماتریالیسم در سنت غربی پرداخته است. آگامبن، درآغاز کتاب می‌کوشد تا با بررسی دو شکل حیات، یعنی حیات برهنه (به انگلیسی: bare life) و حیات سیاسی بپردازد. آگامبن در تعریف شکل حیات می‌گوید: «منظور من از اصطلاح شکل ـ حیات، در مقابل حیاتی است که هرگز نمی‌تواند از شکلش جدا شود، حیاتی که در آن مجزا ساختن چیزی نظیر حیات برهنه به هیچ‌رو ممکن نیست». آگامبن در این کتاب می‌کوشد تا با تحقق یافتن حیات سیاسی انسان غربی که نتیجه حذف ادغامی حیات برهنه است، به بررسی سیاست بپردازد و بر اساس تز فوکویی، سیاست را به زیست‌سیاست (به انگلیسی: bio-politics) تبدیل سازد.
این کتاب به سه بخش اصلی تقسیم شده است که شامل: شکلحیات، فراسوی حقوق بشر، مردم چیست؟، اردوگاه چیست؟ یادداشت‌هایی در بارهٔ ژست، زبان‌ها و مردمان، یادداشت‌های حاشیه‌ای در باب شروحی بر جامعهٔ نمایش، چهره، پلیس در مقام حاکم، یادداشت‌هایی در باب سیاست و در این تبعید است.